# ぴよぴよ大学

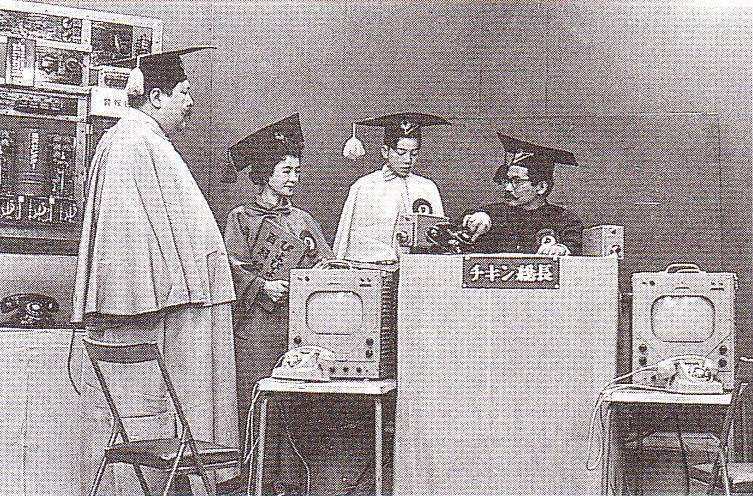
テレビぴよぴよ大学の生放送風景。右側の博士帽をかぶり、番組を進行するのがチキン総長役の河井坊茶

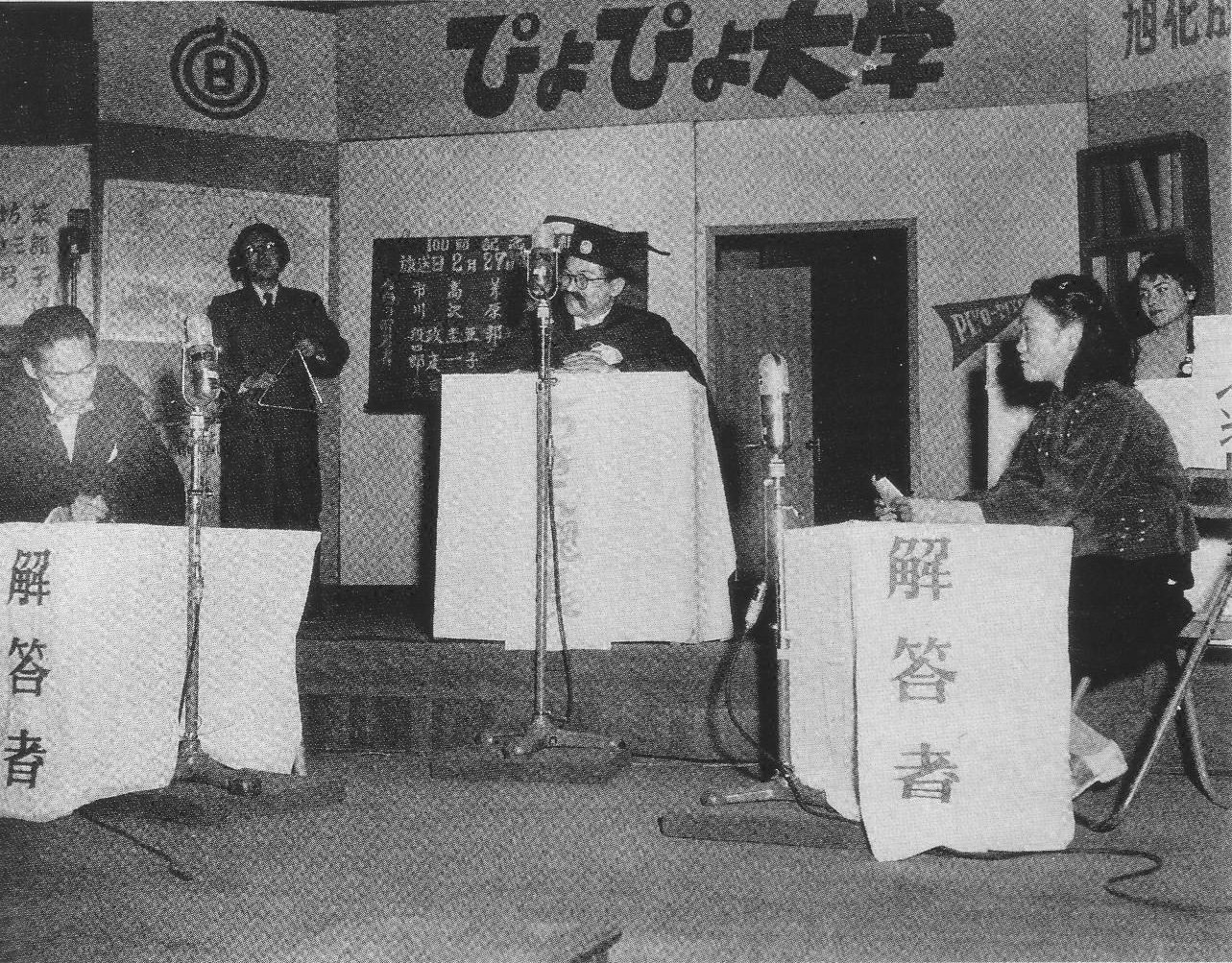
ラジオ単独でスタートしたころのぴよぴよ大学の生放送の様子。真ん中が河井坊茶、それを挟んだ両側に高沢圭一親子がおり、回答する

『ぴよぴよ大学』はラジオ東京（のちのTBSラジオ）で1952年4月5日から1960年5月1日にかけて、当初はラジオ、のちにテレビ（のちのTBSテレビ）でも同時生放送されたクイズ形式の教養番組である。全402回。旭化成工業（現・旭化成）の一社提供。
河井坊茶扮する「チキン総長」が、科学に関する様々な問題を出題。その選択肢について、「雄鶏（おんどり）博士」「雌鶏（めんどり）博士」「矮鶏（ちゃぼ）博士」と、鶏にちなんだ3人の専門家がそれぞれの見解について解説し、視聴者の親子はどれが正しいかを答えるというものである。正解すれば、親子そろっての正答であれば2000円、どちらか一方の人が正解しても500円の賞金が贈られた他、出題が採用された場合にも1000円の賞金が贈呈された。
番組タイトルは、当時旭化成工業が発売していたうま味調味料『旭味』の宣伝にヒヨコのマークをつかってたことによるもの。
番組はラジオ東京のほか、北海道放送、中部日本放送、ラジオ北陸、ラジオ北日本、福井放送、朝日放送、ラジオ九州の8局に同時ネットで生放送された。
1956年4月20日からはテレビでも『テレビぴよぴよ大学』として放送、1960年3月25日まで放送された。放送時間は毎週金曜19:00 - 19:30（JST）。